# Stiller Protagonist
Stiller Protagonist ist eine Bezeichnung zur Beschreibung eines Hauptcharakters in Videospielen, der über den gesamten Zeitraum eines Spiels in Dialogen nicht spricht – mit der möglichen Ausnahme von gelegentlichen Interjektionen oder kurzen Phrasen. In einigen Spielen, insbesondere Visual Novels, kann dies auf Protagonisten hinauslaufen, die an Dialogen teilhaben, aber keinen Sprecher besitzen und sich entsprechend ähnlich wie alle anderen Nicht-Spieler-Charaktere verhalten. Ein stiller Protagonist kann eingesetzt werden, um dem Gameplay ein Gefühl von Mysterium oder Identitätsunsicherheit zu verleihen oder dem Spieler zu helfen, sich besser mit ihm zu identifizieren. Stille Protagonisten können auch anonym sein. Nicht alle stummen Protagonisten sind unbedingt stumm oder sprechen nicht mit anderen Charakteren; sie produzieren möglicherweise einfach keinen für den Spieler hör- oder lesbaren Dialog.

## Ursprung

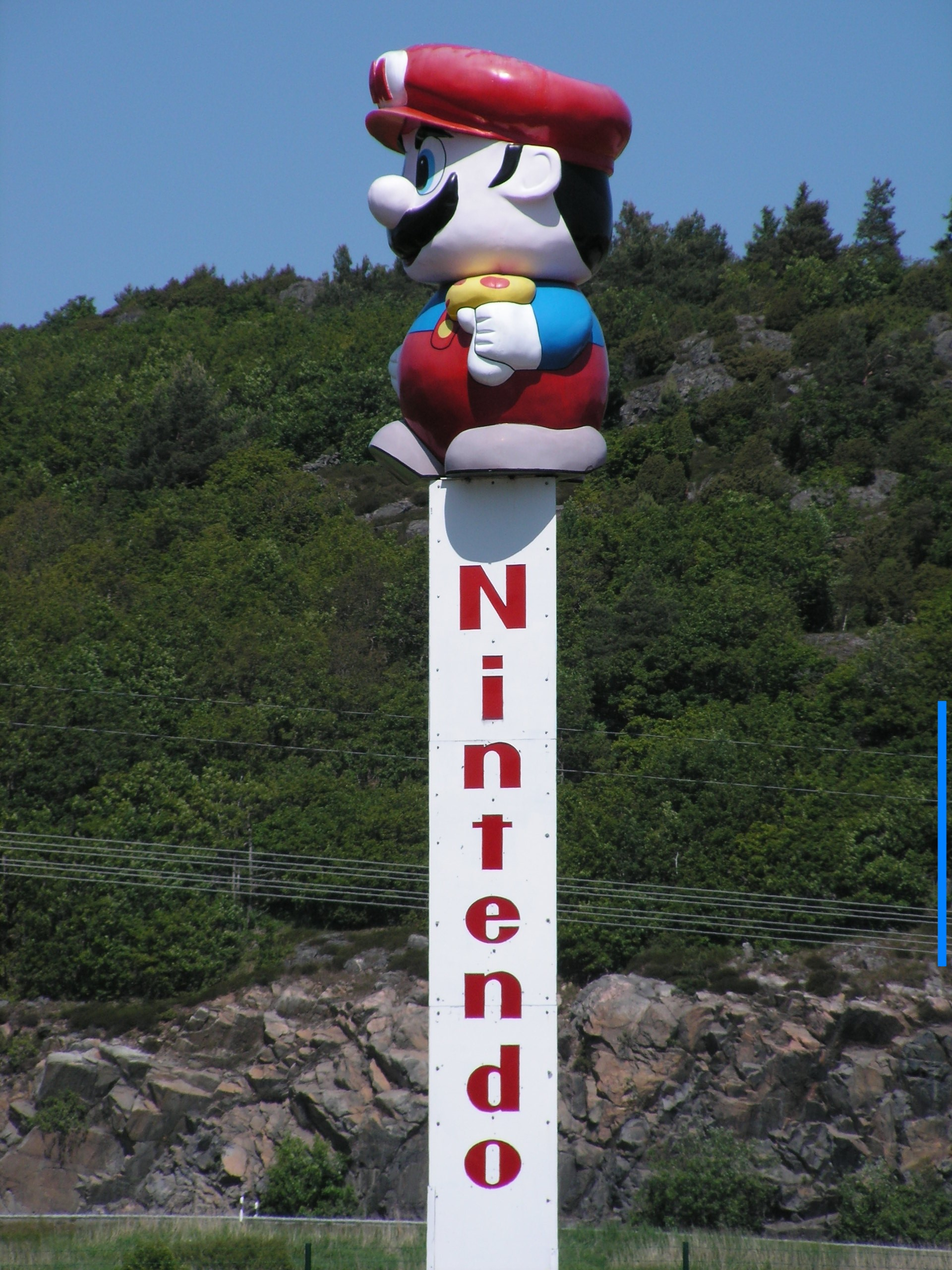
Statue von Mario

Die frühesten Spielercharaktere in Videospielen, darunter Mario, Samus Aran und Link, waren stille Protagonisten. Charaktere wie diese können selten Text oder gelegentlich Worte sprechen, sind aber ansonsten darauf beschränkt, Gesten, mündliche Geräusche zu machen oder ganz zu schweigen. Dasselbe galt für frühe Rollenspiele, die aus Pen-&-Paper-Rollenspielen wie Dungeons & Dragons entstanden, und hatten oder erforderten keinen gesprochenen Dialog, wenn sie auf dem Bildschirm erschienen, da die Handlung und Spielmechanik der Spiele alle bild- und bewegungsbasiert waren. Von den Spielern wird erwartet, dass sie sich in die Rolle des stillen Protagonisten versetzen, und da der Spieler im Spiel nicht spricht, tut dies auch der Avatar auf dem Bildschirm nicht.

## Verwendung
Viele Spiele haben einen stillen Protagonisten aus Gründen der Zweckmäßigkeit, aufgrund von Technologie-, Zeit- oder Budgetbeschränkungen oder als narratives Mittel verwendet. Ob der Spieler der Protagonist sein soll oder lediglich die Kontrolle über eine etablierte Figur übernimmt und ob das Spiel dem Spieler Entscheidungsfreiheiten lässt, die mit gesprochener Erzählung schwer glaubhaft zu rechtfertigen wären, beeinflusst diese Entscheidung. Einige haben Myst als Beispiel für ein First-Person-Adventure angeführt, bei dem die Hauptfigur lediglich ein Avatar für die Entscheidungen des Spielers ist und ein Dialog nicht erforderlich oder hilfreich wäre. Grand Theft Auto III, als weiteres Beispiel, hatte keinen Dialog für seinen Protagonisten, wie es für seine Zeit üblich war, und auch, um es verschiedenen Spielern mit verschiedenen Hintergründen und Persönlichkeiten zu ermöglichen, sich mit dem Charakter zu identifizieren, den sie in der Open-World-Umgebung des Spiels steuern.
In den meisten Spielen der Command-&-Conquer-Serie (z. B. Red Alert 2 oder Tiberium Wars) behandelt das Spiel den eigentlichen Spieler als Protagonisten. Spielfiguren sprechen mit dem Spieler, als ob sie mit einem Anwesenden unter ihnen sprechen würden, und der Kamerawinkel passt zu den Augen des Spielers. Daher konnten im Spiel keine Spuren des Protagonisten gefunden werden, einschließlich der Stimme. In ähnlicher Weise steuert der Spieler in Lords of the Realm II einen Protagonisten, der nicht nur schweigt, sondern auch keinen Körper hat (und kein Gesicht, wenn er als Figur gesehen wird). Unsichtbare Leibeigene und Diener melden sich wiederum in Form von Ansagen und pointierten Kommentaren beim Spieler. In der Half-Life-Serie ist der Protagonist der stille Gordon Freeman, unterscheidet sich jedoch vom Spieler. Der Spieleautor Marc Laidlaw, der mit dem Spieleentwickler Valve an Half-Life und Portal (beide mit stummen Protagonisten) gearbeitet hat, erklärte, dass er aufgrund der Schwierigkeiten, die während der Entwicklung auftreten, nicht empfehle, die Protagonisten schweigen zu lassen, sie sich allerdings positiv auf die Kreativität auswirken.
Einige Spiele wie das Spiel Dishonored: Die Maske des Zorns von 2012 und das Spiel The Elder Scrolls V: Skyrim von 2011 haben Protagonisten, die nur Geräusche machen, wenn sie getroffen werden, aber in bestimmten Szenarien darf der Spieler aus einer Liste verfügbarer Optionen auswählen, was der Protagonist zu diesem Zeitpunkt sagen würde, teils um das Spiel voranzutreiben. Zum Beispiel hat der stille Protagonist in Dishonored die Möglichkeit, Samuel dem Bootsmann mitzuteilen, dass er bereit ist, in das nächste Gebiet zu reisen.
Stille Protagonisten können sich auch auf die Spielfiguren bestimmter Spiele wie Minecraft und Terraria beziehen, bei denen Spielercharaktere frei mit ihrer Umgebung interagieren können (entweder im Einzelspieler- oder im Mehrspielermodus), ohne dass gesprochene Dialoge erforderlich sind, die nur dann Geräusche von sich geben, wenn sie verletzt sind. Beide Spiele verwenden auch ein Chat-System, das es Spielern ermöglicht, durch Tippen mit anderen Spielern zu kommunizieren, dieses System hat jedoch keinen Einfluss auf das Gameplay selbst.
Serges Status als stiller Protagonist in Chrono Cross wird als erzählerischer Hinweis für den Spieler verwendet, um zu zeigen, dass er nicht mehr er selbst ist, indem er beginnt, am Dialog teilzunehmen.

## Kritik
Die Rezeption war je nach Verwendung sehr unterschiedlich und reichte von Lob für seine Hilfe, einen Spieler in das Spiel einzutauchen, mit Titeln wie Half-Life 2 und Franchises wie Mario und The Legend of Zelda, die häufig als Beispiele zitiert werden, allerdings wurde es auch als hinderlich für die Entwicklung der Handlung bezeichnet, wie in den Kommentaren eines Rezensenten zu Grand Theft Auto III oder mehreren Konten zum Crash-Bandicoot-Franchise erklärt wurde. Andere sagten aus, dass ein echtes Eintauchen in ein Spiel erfordern würde, dass ein Charakter spricht, da in solchen Situationen der Spieler natürlich vokalisieren würde und der Protagonist dies nicht tut.
CJ Miozzi nannte Franchises, die diese Technik immer noch verwenden, eine „Krücke“ für schlechtes Geschichtenerzählen und sagte: „So wie die Erzählung durch unsachgemäßen Gebrauch zu einem Markenzeichen schrecklicher Filme geworden ist, sind stille Protagonisten zum Markenzeichen einer schwachen Handlung in einem Spiel geworden.“